# 2e congrès de SYRIZA
Le 2e congrès de SYRIZA s'est déroulé du 13 au 16 octobre 2016.

## Résultats

### Président
| Candidat           | Candidat        | Voix  | %     |
| ------------------ | --------------- | ----- | ----- |
|                    | Aléxis Tsípras  | 2 548 | 93,54 |
| Votes invalides    | Votes invalides | 34    |       |
| Votes blancs       | Votes blancs    | 176   |       |
| Total              | Total           | 2 758 |       |
| Inscrits           | Inscrits        | 2 926 |       |
| Source : Résultats |                 |       |       |